# Дуилии
Дуи́лии (лат. Duilii) — древнеримский плебейский род.
Из него происходил знаменитый консул Гай Дуилий, одержавший с первым римским военным флотом в 260 году до н. э., морскую победу над карфагенянами около северных берегов Сицилии благодаря употреблению изобретённых Дуилием абордажных крючьев. Память об этой победе была увековечена сооружением колонны, украшенной носами побежденных кораблей (Columna rostrata). Существующая в настоящее время в Риме колонна — новейшее подражание, в котором сохранился остаток надписи времён империи.